# Stefanie Petermichl
Stefanie Petermichl (* 1971) ist eine deutsche Mathematikerin, die sich mit Analysis beschäftigt.

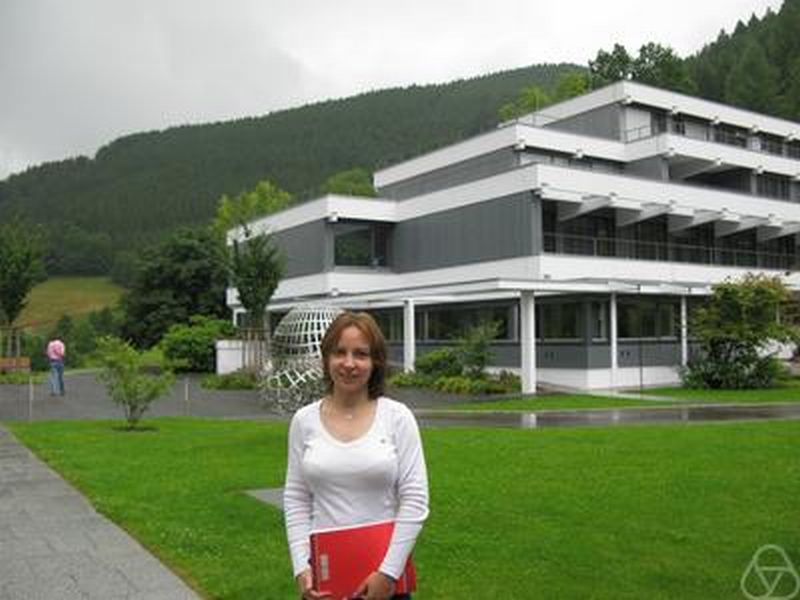
Stefanie Petermichl, Oberwolfach 2008

Petermichl studierte ab 1991 an der Universität Karlsruhe. 1996 ging sie an die Michigan State University, wo sie 2000 bei Alexander Volberg promoviert wurde (Some Sharp Estimates Involving the Hilbert Transform). 2001/02 war sie am Institute for Advanced Study. Ab 2002 war sie Tamarkin Assistant Professor an der Brown University und ab 2005 an der University of Texas at Austin (mit tenure ab 2007). Von 2007 bis 2009 war sie Professorin an der Universität Bordeaux 1 in Talence, von 2009 bis 2019 Professorin an der Université de Toulouse.
Sie war Gastwissenschaftlerin am Hausdorff-Institut in Bonn und am MSRI (2017).
Petermichl befasst sich mit harmonischer Analysis, Theorie der Funktionen mehrerer komplexer Variabler, Bellman-Funktionen und elliptischen partiellen Differentialgleichungen. 2006 erhielt sie den Salem-Preis für mehrere wesentliche Beiträge zur Theorie vektorwertiger singulärer Operatoren, genauer für die Entdeckung der dyadischen Hilbert-Transformation und deren Anwendungen, speziell einer scharfen Vektor-Kommutator Abschätzung und die Lösung der {\displaystyle A_{2}}-Vermutung für die Hilberttransformation.  2012 wurde sie mit dem Prix Ernest Déchelle der Académie des sciences ausgezeichnet und wurde Juniormitglied des Institut Universitaire de France. 2017 erhielt sie einen ERC Grant. 2018 war sie eingeladene Sprecherin auf dem Internationalen Mathematikerkongress in Rio de Janeiro (On the dyadic Hilbert transform). 2019 trat Petermichl eine Alexander von Humboldt-Professur an der Julius-Maximilians-Universität Würzburg an. 2022 wurde sie in die Bayerische Akademie der Wissenschaften gewählt.
Petermichl ist Mutter von zwei Kindern.